# Avenida de Príes
La avenida de Príes es una vía de tráfico rodado del distrito Centro de la ciudad andaluza de Málaga, España. Forma parte de un importante eje viario que comunica el centro de la ciudad con la zona oriental de la misma y que transcurre paralelo a línea de la costa. Comunica el Paseo de Reding, al oeste, con el Paseo de Sancha al este y forma la línea divisoria entre el barrio de la Cañada de los Ingleses, al norte, y el barrio de La Caleta, al sur. Tiene una longitud de 260 metros.

## Origen del nombre
El nombre de la avenida de Príes conmemora a Adolfo Príes y Saniter, cónsul de Alemania en Málaga, que intervino en la evacuación de los heridos del naufragio de la fragata Gneisenau en diciembre de 1900. También atendió las honras fúnebres de las víctimas y transmitió al Ayuntamiento «el más alto agradecimiento de Su Majestad, el Emperador de Alemania Guillermo II, por su magnánimo y abnegado comportamiento con ocasión del naufragio».

## Edificios notables

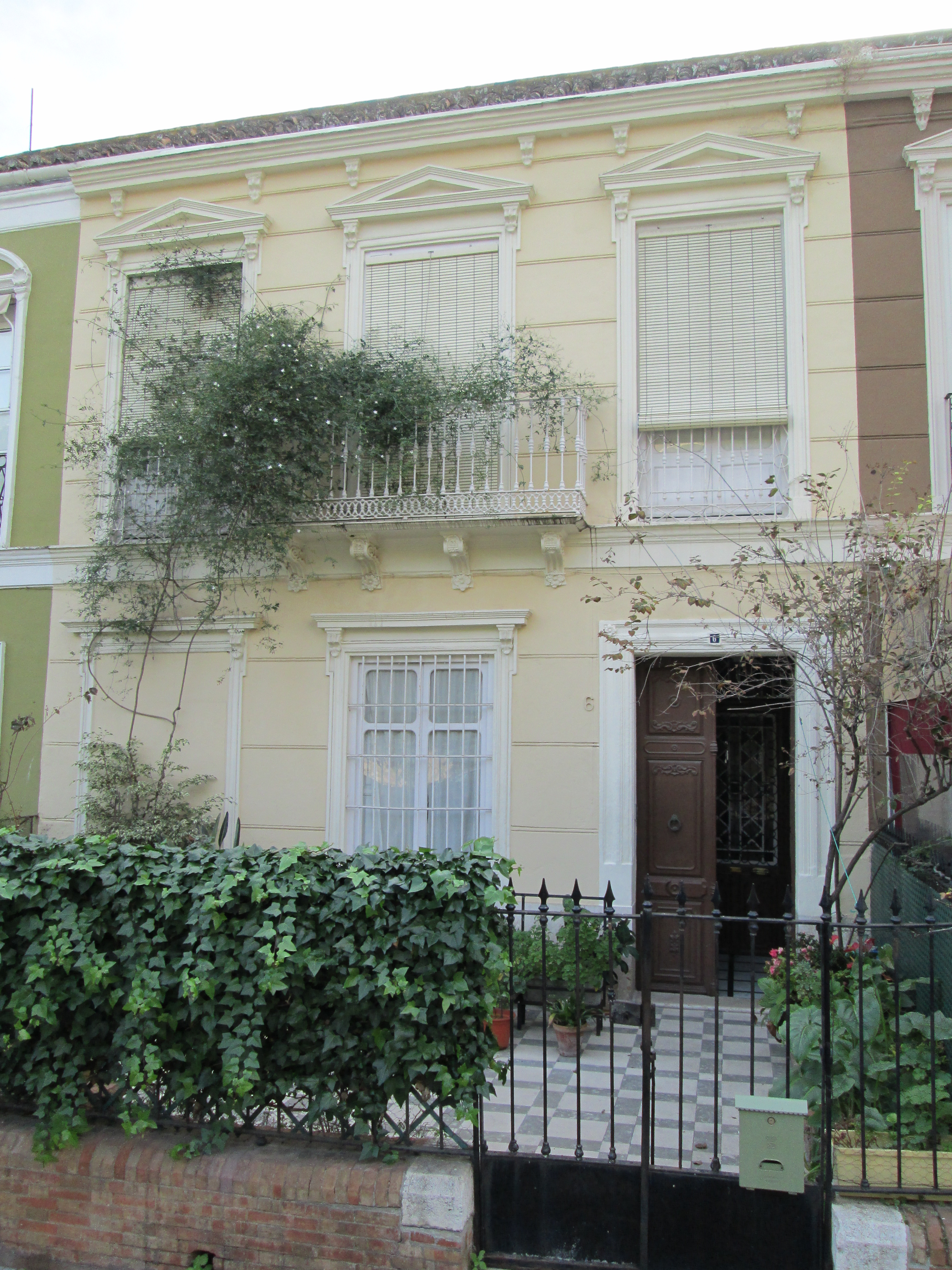
Avenida de Príes n.º 6

La avenida de Príes se encuentra flanqueada de edificios de interés arquitectónico e histórico con distintos grados de protección municipal. Del lado norte, en el número 1, se encuentra la entrada al cementerio inglés y a la iglesia protestante de Saint George o San Jorge. 
El lado sur lo forma una hilera de antiguas casas aterrazadas entre los números 4 y 32, construidas en la segunda mitad del siglo XIX. Se trata de un conjunto de 14 viviendas, de planta baja más una altura, a las que se accede a través de una verja de hierro y cuyo desnivel respecto a la calle se salva mediante unos escalones. Las fachadas se estructuran en tres calles. En la planta baja, el vano de la izquierda corresponde con el ingreso al inmueble, está recercado con una simple moldura color ocre, que contrasta con el tono grisáceo del resto de la fachada, y la puerta está cerrada con una verja de hierro. Los otros dos vanos son ventanas con rejería de hierro fundido y recercadas con una moldura de color ocre coronada por un pequeño entablamento sostenido por pequeñas ménsulas. Una cornisa moldurada del mismo color da acceso a la primera planta. Ésta tiene dos ventanas laterales con pretiles de hierro fundido y recercadas por molduras de color ocre, coronadas por un entablamento sobre ménsulas rematadas por frontones triangulares. El balcón central de hierro fundido se apoya en cuatro ménsulas rematadas por rosetas y se cierra con un mirador de madera. Todo el paramento se decora con líneas incisas. Una cornisa moldurada da paso a un tejado a dos aguas que se cubre con teja de cerámica.
Este conjunto forma un grupo de viviendas unifamiliares muy regulares que se construyeron en la segunda mitad del siglo XIX, las cuales hoy son un ejemplo del proceso urbanístico que se produjo en la zona en el que se sustituyeron las fábricas por viviendas, quedando definitivamente determinada por el uso residencial en detrimento del original uso industrial. En algunas de estas viviendas intervino el arquitecto Gerónimo Cuervo. Este mismo arquitecto construyó otras casas en la actual avenida Pintor Sorolla, las cuales se han conservado con bastantes modificaciones. Sus características formales se basan en la unificación de altura, composición en fachada, elementos de rejería, etc., determinando la configuración urbana de la zona. Las pequeñas diferencias entre los distintos inmuebles, modificados algunos con el paso del tiempo, quedan en segundo plano prevaleciendo la unidad compositiva del conjunto y constituyéndose como un área homogénea. 
El número 2 es un inmueble de estilo racionalista, que constituye una de las pocas obras de José González Edo en la ciudad de Málaga.

## Fuente de Reding

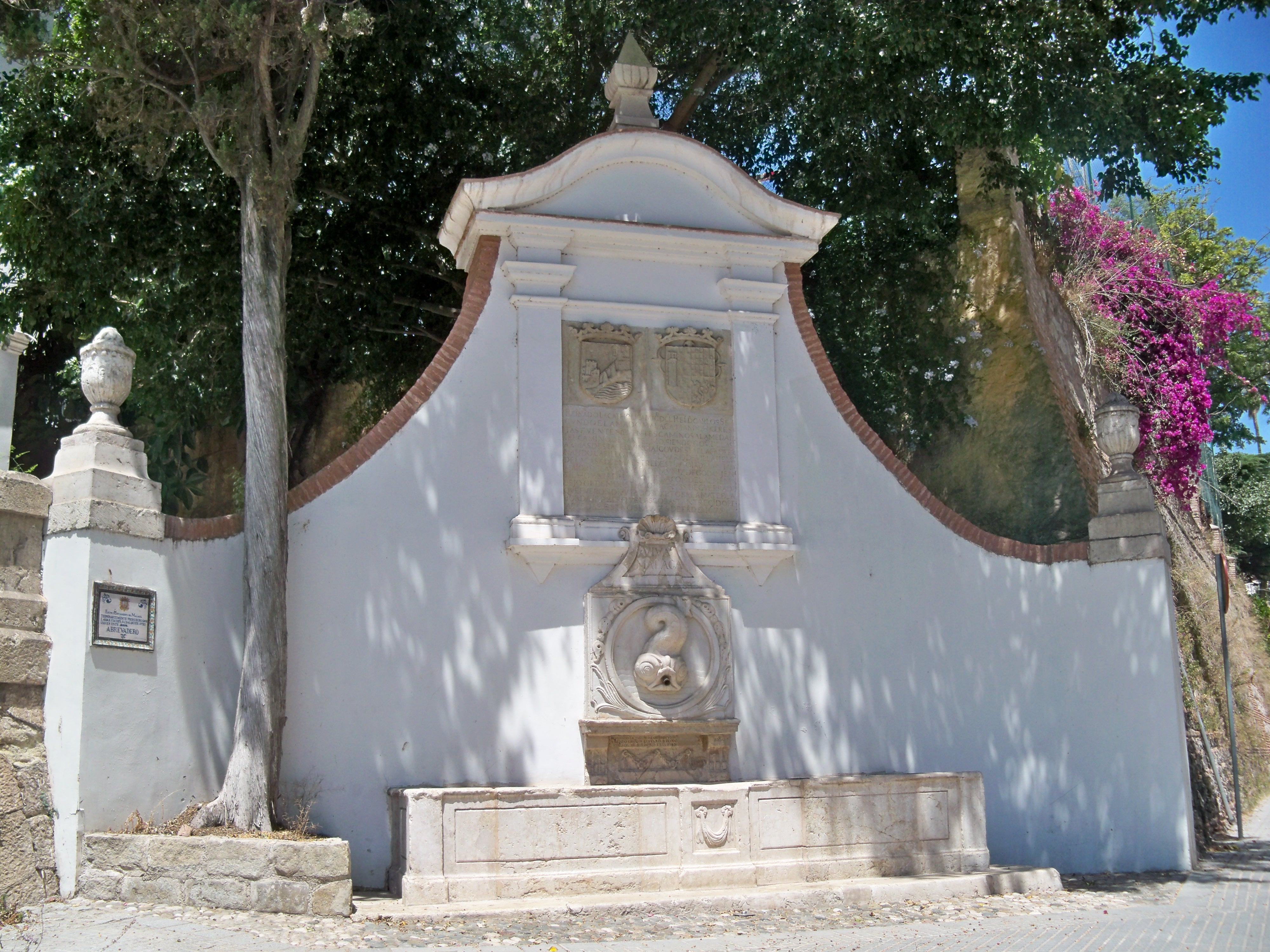
Fuente de Reding en su estado actual (2020).

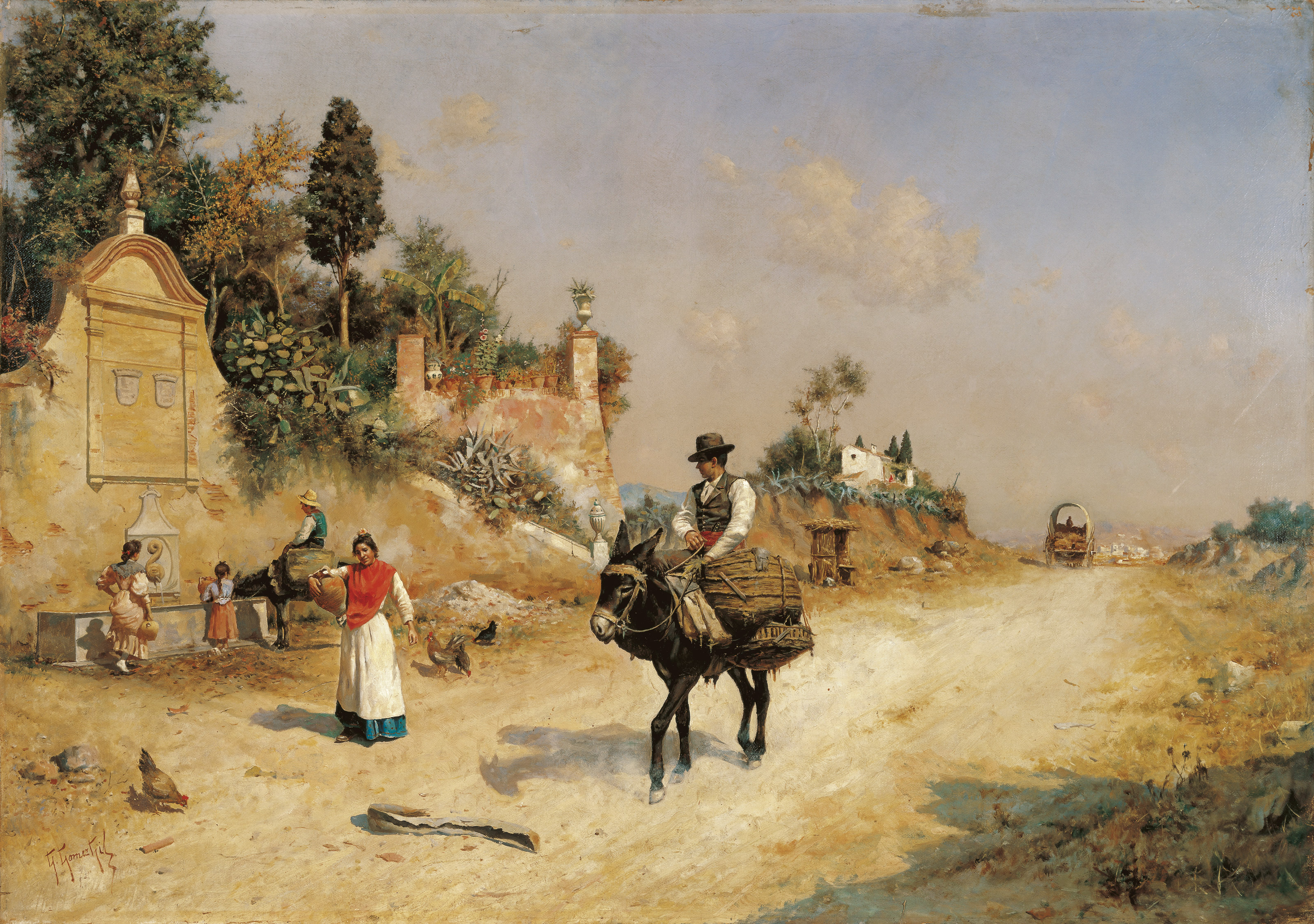
Fuente de Reding, 1885. Guillermo Gómez Gil. Museo Thyssen Málaga.

Fuente histórica ubicada al final de la avenida y construida en el año 1675 por el corregidor de la ciudad Fernando Carrillo, marqués de Villafiel, que llevaba agua manantial desde el monte Gibralfaro.
En 1806, con Teodoro Reding como corregidor de Málaga, fue restaurada adquiriendo el aspecto que presenta actualmente, y cuyo nombre tiene en su honor. Presenta un mascarón en forma de pez imaginario y una placa de mármol con una inscripción relativa a la reforma de caminos que dieron lugar al actual Paseo de Reding, así como la fecha de finalización de los trabajos. También cuenta con dos escudos con las armas de la ciudad y del marqués de Villafiel. El conjunto se completa con un pilón y una inscripción sobre la construcción del propio Paseo de Reding.
Se restauró en abril de 2017 tras una serie de desperfectos que presentaba, recuperando su estructura original.